# Kvarteret Sånglärkan

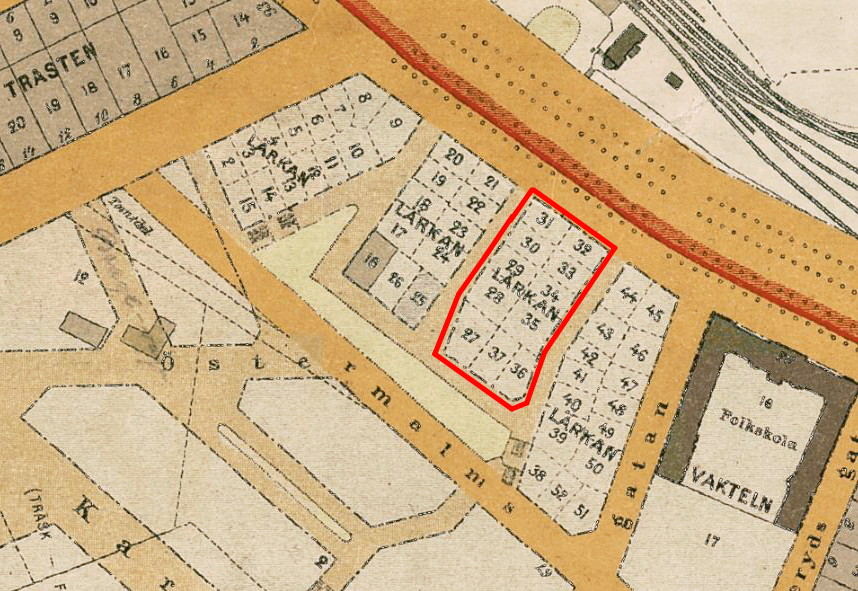
Kvarteret Lärkan 1909 med nuvarande Sånglärkan inom röd ram.

Kvarteret Sånglärkan är ett kvarter i Lärkstaden på Östermalm i Stockholms innerstad. Kvarteret omges av Baldersgatan i sydost, Valhallavägen i nordost, Sköldungagatan i nordväst och av Friggagatan i sydväst där vidtar parken Balders hage.

## Historik
Kvarteret fastställdes i samband med stadsplaneringen för området på 1880-talet som i sin tur initierats av Lindhagenplanen. Till en början bildades ett enda stort långsmalt kvarter vid namn Lärkan med 51 fastigheter, belägna mellan Odengatan och Uggleviksgatan samt Valhallavägen och Östermalmsgatan. I en stadsplan från 1902, upprättad av arkitekt Per Olof Hallman, delades storkvarteret Lärkan upp i fyra mindre kvarter som fick namnen (från väst till öst): Tofslärkan, Trädlärkan, Sånglärkan och Piplärkan. Fastighetsstrukturen och -storleken bibehölls och finns fortfarande kvar idag. Kvartersnamnen är fågelrelaterade och anknyter till områdets andra fågelnamn som Domherren, Flugsnapparen, Lövsångaren, Näktergalen, Skatan, Sädesärlan, Trasten och Vakteln.

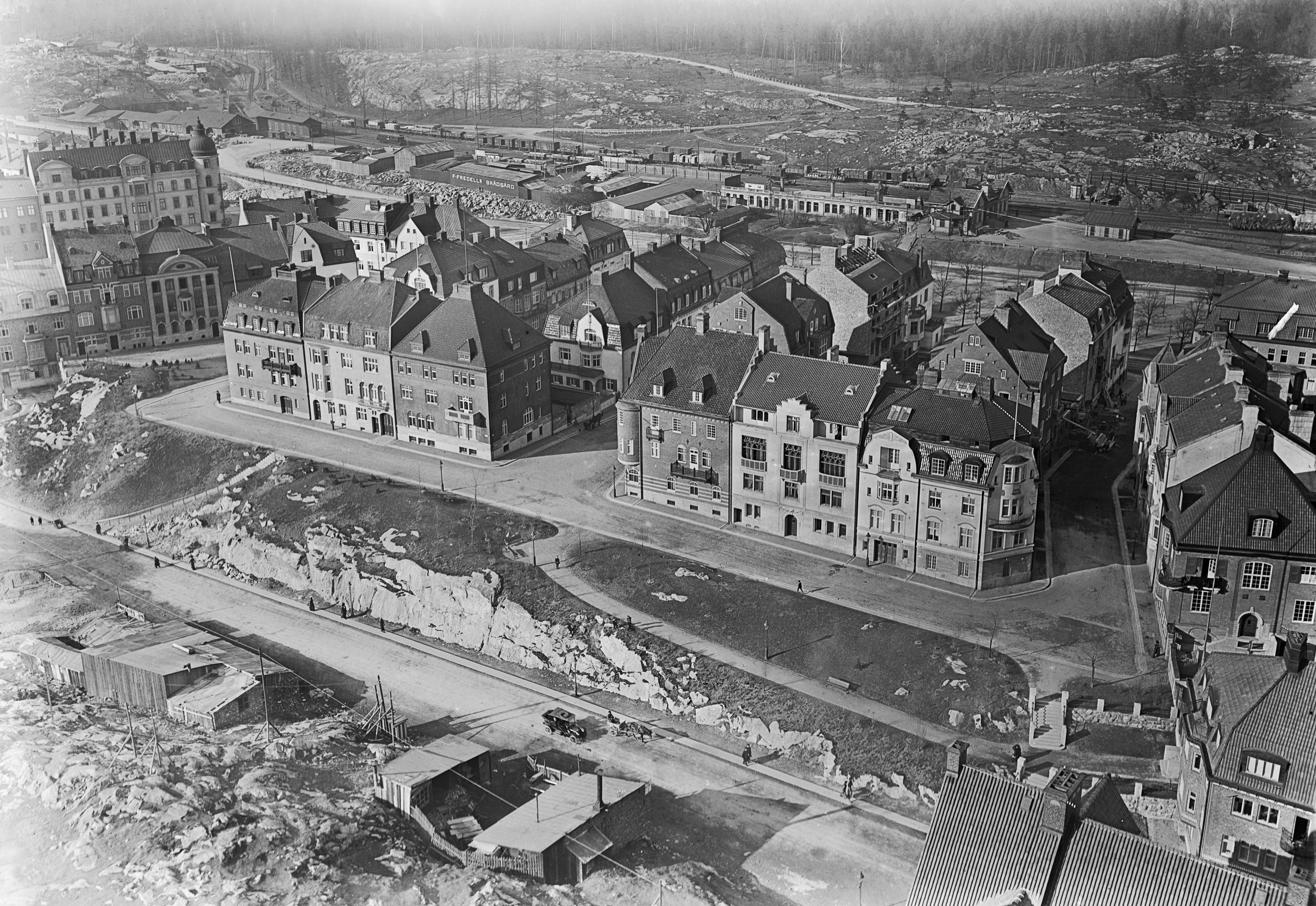
Kvarteren Sånglärkan och Trädlärkan sedda från Engelbrektskyrkans torn omkring 1911. Längst ut till vänster skymtar Tofslärkan och till höger Piplärkan, framför syns parken Balders hage under anläggandet. Fotograf: Axel Swinhufvud.

### Kulturhistorisk bedömning
Kvarteret Sånglärkan består idag av nio fastigheter, ursprungligen elva men tre fastigheter är sammanslagna till en. Inom kvarteret finns två av Stadsmuseet blåklassade fastigheter; Sånglärkan 1 och Sånglärkan 6 vilket innebär "att bebyggelsen bedöms ha synnerligen höga kulturhistoriska värden". Resterande är grönklassade och anses av Stadsmuseet vara "särskilt värdefulla från historisk, kulturhistorisk, miljömässig eller konstnärlig synpunkt".

## Boenden (urval)
Sånglärkan 6 i hörnet Valhallavägen 68 / Baldersgatan 9 uppfördes 1910 för Lärkstadens planarkitekt P.O. Hallman som sin egen bostad. Andra intressanta byggherrar och boenden i kvarteret var ingenjören Hugo Theorell (Sånglärkan 2), civilingenjören Rudolf Ahlsell samt civilingenjören Wolmar Fellenius (Sånglärkan 5), film- och teatermannen Anders Sandrew (Sånglärkan 7), läkaren Nils Holmin (Sånglärkan 8), byggmästaren Frithiof Dahl (Sånglärkan 9) och affärsmannen Paul U. Bergström (Sånglärkan 10).

### Förteckning över fastigheterna i kvarteret Sånglärkan[2][3]
| Bild | Fastighet     | Adress           | Byggår    | Arkitekt         | Byggherre                | Byggmästare           |
| ---- | ------------- | ---------------- | --------- | ---------------- | ------------------------ | --------------------- |
|      | Sånglärkan 1  | Sköldungagatan 2 | 1910      | Fredrik Dahlberg | Herman Palmgren          | Kasper Höglund        |
|      | Sånglärkan 2  | Sköldungagatan 4 | 1909–1910 | Folke Zettervall | Hugo Theorell            | C.J. Nordenström      |
|      | Sånglärkan 3  | Sköldungagatan 6 | 1912–1914 | Konrad Elméus    | Nils Andersson Wadsjö    | Nils Andersson Wadsjö |
|      | Sånglärkan 4  | Sköldungagatan 8 | 1911–1912 | Sigfrid Larsson  | Sigfrid Larsson          | Sigfrid Larsson       |
|      | Sånglärkan 5  | Valhallavägen 66 | 1909–1910 | Dorph & Höög     | Anders Törner            | Anders Törner         |
|      | Sånglärkan 6  | Valhallavägen 68 | 1910–1912 | Per Olof Hallman | Per Olof Hallman         | Erik Lindqvist        |
|      | Sånglärkan 7  | Baldersgatan 7   | 1911–1913 | Axel Andersson   | Anders Andersson Sandrew | Ivar Siösteen         |
|      | Sånglärkan 8  | Baldersgatan 5   | 1912–1913 | Kristofer Holmin | Nils Holmin              | Kristofer Holmin      |
|      | Sånglärkan 9  | Baldersgatan 3   | 1909–1910 | Folke Zetterwall | Frithiof Dahl            | Frithiof Dahl         |
|      | Sånglärkan 10 | Baldersgatan 1   | 1909–1910 | Erik Lindqvist   | Paul U. Bergström        | Erik Lindqvist        |
|      | Sånglärkan 11 | Friggagatan 4    | 1911–1912 | Ivar Engström    | Ivar Holmer              | Ivar Engström         |